# Avdotia Istomina
Avdotia Istomina (1799-1848) fue la más importante bailarina de ballet del Imperio ruso en el siglo XIX.

## Carrera artística
Alumna de Charles Didelot, debutó en el Ballet Mariinski (el ballet imperial ruso) en 1815, siendo inmediatamente aclamada por la crítica. Era tan bella, que varios hombres murieron en duelo disputándose su amor, entre ellos, el conde Zavadovsky mató al conde Sheremetev, y el decembrista Yakubovich, al actor de teatro Alexander Griboedov. Su baile en el ballet de la ópera Eugene Onegin de Piotr Ilich Chaikovski fue descrito por el escritor Vladimir Nabokov como "las líneas más poéticas de toda la literatura rusa".